# Az utolsó Mehikán
Az utolsó Mehikán eredeti címén: The Last of the Meheecans) a South Park című amerikai animációs sorozat 218. része (a 15. évad 9. epizódja). Elsőként 2011. október 12-én sugározták az Egyesült Államokban a Comedy Central műsorán. Magyarországon 2012. február 7-én szintén a Comedy Central mutatta be.
Az epizódban egy ártatlan játék, amit a fiúk játszanak, hirtelen elvadul, és Cartman beáll az amerikai határőrséghez. A történetben kitérnek az illegális határátlépésekre Mexikó felől, illetve a "Border Wars" című dokumentumfilmsorozatra. Címe "Az utolsó mohikán" című film címének kifigurázása.

## Cselekmény
A fiúk "Texasi kontra Mexikói"-t játszanak Cartmanéknél, amely játékban a mexikóiak (amely csapatot először Butters vezet, majd rossz vezetői képességei miatt Kyle) megpróbálnak bejutni a Texast jelképező területre, amit a határőrök védenek (élükön a rendkívül lelkes, déli akcentussal beszélő Cartmannel). A mexikóiak könnyűszerrel győznek, ami felbosszantja Cartmant. Az esti vacsoránál derül csak ki, hogy Butters nincs velük, hanem még valahol odakint van - eszerint azonban még nincs vége a játéknak. Miközben Butterst elkezdik keresni a csapattársai, Cartmanék visszatérnek a bázis védelmére. Cartman olyan komolyan veszi a játékot, hogy plakátokat helyez ki ő is, amiken közli, hogy bárki, aki meglátja Butters-t, nyugodtan lője le, mert ezzel is megnyerik a játékot.
Ezalatt Butters megpróbál visszajutni a többiekhez, de eltéved. Útközben majdnem elüti egy autó, a benne ülő pár pedig felveszi Butters-t, aki szerepben maradva a Mantequilla néven mutatkozik be. Hazaviszik magukkal, mert mexikóinak gondolják, és nem akarják kiadni a bevándorlásiaknak, nehogy kitoloncolják. Helyette sztereotíp módon olyan munkákat bíznak rá, mint amivel a mexikói vendégmunkásokat dolgoztatják: ablakot pucoltatnak vele, rábízzák a szennyes edényeket, levélfújógépet ajándékoznak neki, és így tovább. Bár úgy gondolják, hogy ezzel jót tesznek neki, egy idő után úgy érzik, jobb, ha a saját "fajtájával" lenne, ezért otthagyják az El Pollo Loco étterem előtt. Az éttermi dolgozók felismerik őt, mert látták a róla készült plakátokat, és úgy gondolják, hogy ő egy híres valaki. Elkezdenek gondolkozni azon, hogy mit is adott nekik igazából az Egyesült Államok, és közben félreértik, amikor Butters azt mondja, hogy szeretne átjutni a határon, mert ott van az összes barátja. Ezen felbuzdulva mexikóiak tömegei kezdenek el visszaindulni a hazájukba, amit egy idő után az amerikaiak is elkezdenek megérezni, mert nincs, aki elvégezze az általuk alantasnak ítélt munkákat.
Egy tévéhirdetés hatására Cartman csatlakozik az igazi határőrséghez, amelynek az a feladata, hogy a mexikóiakat mindennemű határátlépéstől megakadályozzák. Összegyűjtik őket és visszaküldik őket dolgozni, amiről egy TV-műsor is készül. Eközben Butterst Mexikóban igazi hősként ünneplik - csakhogy neki honvágya van, és elhatározza, hogy hazatér. Amikor át akar lépni a határon, a határőrök örömmel fogadják, és semmit nem tesznek annak érdekében, hogy megakadályozzák. Cartman azonban felismeri Butterst és megpróbálja megállítani. A határőrök segítségével mégis átjut, ennek köszönhetően Cartman elveszíti a játékot.
Aznap este a gyerekek megint Cartmannél vannak, aki még mindig dühös. Butters felveti, hogy legközelebb, ha játszanak, lehetne ő a vezér - a többiek ezt leszavazzák, mert így is két hét volt, míg átjutott a határon, tehát játékosnak jó, csak vezérnek nem. Butters erre feláll, és kézmozdulatok útján kántálásra készteti a világ összes mexikóiját. Fura módon a többieket nem hatja meg ez a képesség, és Cartman egy papviccbe kezd inkább bele.

## Az epizód háttere
Parker és Stone a sorozat DVD-kommentárjában kifejtették, mennyire utálják, ha rendőrök, tanácsadók, és tévés producerek összefognak. Ennek a kifigurázása a "Border Wars" és a "DEA" című dokusorozatokra való utalás.
A Mantequilla spanyolul vajat ("butter") jelent. Azért választották ezt a tükörfordításos nevet, mert szerintük elég "nemesi" hangzása van.
Az epizódban hallható a "Dolgozz, mexikói" című dal is, ami akkor már hat éve készen volt.

## Fordítás
- Ez a szócikk részben vagy egészben  a   The Last of the Meheecans című angol Wikipédia-szócikk ezen változatának fordításán alapul.  Az eredeti cikk szerkesztőit annak laptörténete sorolja fel. Ez a jelzés csupán a megfogalmazás eredetét és a szerzői jogokat jelzi, nem szolgál a cikkben szereplő információk forrásmegjelöléseként.| - m - v - sz South Park Tizenötödik évad (2011)                                                                                                                                                                                                                                                                      | - m - v - sz South Park Tizenötödik évad (2011) |
| --- | ----------------------------------------------- |
| - 1501 – Százlábú iPad - 1502 – Viccrobot - 1503 – Királyi puding - 1504 – T.S.I. - 1505 – Crackesbaba-labda - 1506 – City Szusi - 1507 – Öregszünk - 1508 – Farburger - 1509 – Az utolsó Mehikán - 1510 – Süldő süllők - 1511 – Broadway gané - 1512 – 1% - 1513 – History Channel hálaadás - 1514 – A csóró gyerek |                                                 |